# Nucleomorph

Schemazeichnung eines komplexen Chloroplasten mit vier Membranen und Nucleomorph:
• Innenmembran (inner membrane)
• Intermembranraum (intermembrane space)
• Außenmembran (outer membrane)
• Periplastidraum (periplastid space)
• Periplastidmembran
• Epiplastidraum (epiplastid space)
• Epiplastidmembran
• Thylakoide (thylakoids)
• Stroma (Matrix)
• Nucleomorph mit DNA

Als Nucleomorph (gelegentlich auch Nukleomorph) wird der stark reduzierte zusätzliche Zellkern in den komplexen Plastiden der Cryptophyceen und Chlorarachniophyceen bezeichnet. Bei beiden Algengruppen gibt es eindeutige Hinweise darauf, dass diese rudimentären Zellkerne aus sekundären Endosymbiosen stammen. Der Nucleomorph befindet sich zwischen den beiden äußeren und den beiden inneren Hüllmembranen des Plastiden (wobei einzelne dieser Membranen im Lauf Evolution auch verloren gegangen sein können). Der Nucleomorph der Cryptophyceen ist Zellkernen der Rotalgen verwandt, der Nucleomorph der Chlorarachniophyceen denen den Grünalgen. Beide Nucleomorph-Genome enthalten nur noch drei kleine Chromosomen. Der Großteil der Gene, die ursprünglich in diesen Genomen enthalten waren, wurden im Lauf der Evolution in den Zellkern der jeweiligen Wirtszelle transferiert (endosybiotischer Gentransfer, EGT).